# Szlachtowa (gmina)
Gmina Szlachtowa (niem. Landgemeinde Szlachtowa) – dawna gmina wiejska funkcjonująca w latach 1940–1944 (de facto do 1945) pod okupacją niemiecką w Polsce. Siedzibą gminy była Szlachtowa.
Gmina Szlachtowa funkcjonowała przejściowo podczas II wojny światowej w powiecie Neumarkt (nowotarskim) w Generalnym Gubernatorstwie. Utworzona została przez hitlerowców przez podzielenie dotychczasowej gminy Szczawnica Wyżna na dwie: zachodnią gminę Szczawnica i wschodnią gminę Szlachtowa.
Gmina Szlachtowa od zachodu graniczyła z nową gminą Szczawnica w powiecie Neumarkt, od północy z trzema jednostkami w powiecie Neu-Sandez (nowosądeckim) – gminą Alt-Sandez (Stary Sącz), gminą Piwniczna i miastem Piwniczna, a od południa z uzależnionym od III Rzeszy państwem słowackim.
W skład gminy Szlachtowa weszły cztery gromady z dotychczasowej gminy Szczawnica Wyżna: Biała Woda (543 mieszkańców), Czarna Woda (316), Jaworki (628) i Szlachtowa (655). Obszary te należały przed wojną do powiatu nowotarskiego w woj. krakowskim. W 1943 gmina Klecza liczyła 2142 mieszkańców.
Gminę zniesiono po wojnie, powracają do stanu administracyjnego z czasów II Rzeczypospolitej, a więc przywracając gminę Szczawnica Wyżna.